# Leichtathletik-Europameisterschaften 1990/Kugelstoßen der Männer

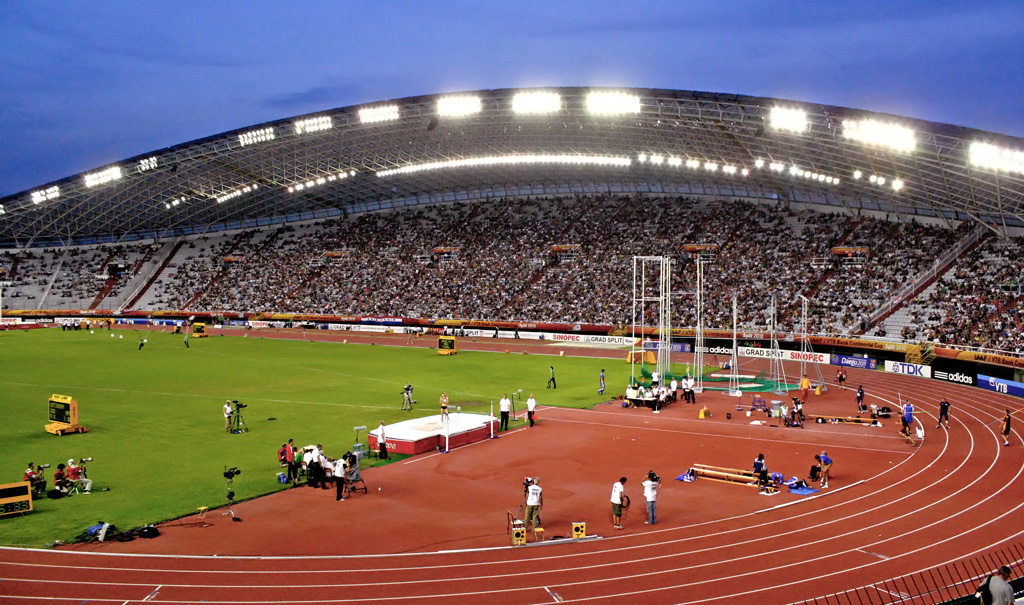
Das Stadion Poljud von Split im Jahr 2010

Das Kugelstoßen der Männer bei den Leichtathletik-Europameisterschaften 1990 wurde am 28, und 29. August 1990 im Stadion Poljud in Split ausgetragen.
In diesem Wettbewerb errangen die Kugelstoßer aus der DDR einen Doppelsieg. Europameister wurde der Olympiasieger von 1988, Vizeeuropameister von 1986 und Europarekordinhaber Ulf Timmermann. Silber ging an Oliver-Sven Buder. Der Norweger Georg Andersen gewann die Bronzemedaille.

## Bestehende Rekorde
| Weltrekord           | 23,12 m | Randy Barnes   | Los Angeles, USA             | 20. Mai 1990    |
| Europarekord         | 23,06 m | Ulf Timmermann | Chania – Kreta, Griechenland | 22. Mai 1988    |
| Meisterschaftsrekord | 22,22 m | Werner Günthör | EM Stuttgart, Deutschland    | 28. August 1986 |

Der bestehende EM-Rekord wurde bei diesen Europameisterschaften nicht erreicht. Die größte Weite erzielte Europameister Ulf Timmermann aus der DDR im Finale mit 21,31 m, womit er 81 Zentimeter unter dem Rekord blieb. Zu seinem eigenen Europarekord fehlten ihm 1,75 Meter, zum Weltrekord 1,81 m.

## Doping
In dieser Disziplin gab es einen Dopingfall. Der sowjetische Kugelstoßer Wjatscheslaw Lycho, der zunächst die Bronzemedaille gewonnen hatte, wurde der Einnahme von Pseudoephedrin überführt. Die Medaille wurde ihm aberkannt, er erhielt eine dreimonatige Sperre. Was den sportlichen Teil anbelangt, hatte das gravierende Auswirkungen auf drei Sportler:
- Der Pole Helmut Krieger wäre als Gesamtzwölfter der beiden Qualifikationsgruppen zur Finalteilnahme berechtigt gewesen, musste jedoch zuschauen.
- Dem Bundesdeutschen Karsten Stolz hätten als achtplatziertem Kugelstoßer im Finale drei weitere Versuche zur Verfügung gestanden.
- Der Norweger Georg Andersen erhielt seine verdiente Bronzemedaille nicht bei der anschließenden Siegerehrung, sondern erst, als die Europameisterschaften längst abgeschlossen waren.

## Legende
| DOP | disqualifiziert wegen Dopingvergehens |

## Qualifikation
28. August 1990
Neunzehn Wettbewerber traten in zwei Gruppen zur Qualifikationsrunde an. Neun von ihnen (hellblau unterlegt) übertrafen die Qualifikationsweite für den direkten Finaleinzug von 19,60 m. Damit war die Mindestzahl von zwölf Finalteilnehmern nicht erreicht. So wurde das Finalfeld mit den nächstplatzierten Sportlern auf mindestens zwölf Teilnehmer aufgefüllt. Auf dem zwölften Platz rangierten zwei Kugelstoßer mit jeweils 19,25 m, die beide zum Finale zugelassen wurden. Deshalb kamen vier Athleten (hellgrün unterlegt) zu den neun direkt qualifizierten Kugelstoßern hinzu, das Finalfeld am darauffolgenden Tag bestand aus dreizehn Sportlern. Allerdings wurde einer von ihnen nachträglich wegen Dopingbetrugs disqualifiziert.

### Gruppe A
| Platz | Name              | Nation         | Weite (m) |
| ----- | ----------------- | -------------- | --------- |
| 1     | Lars Arvid Nilsen | Norwegen       | 20,15     |
| 2     | Oliver-Sven Buder | DDR            | 20,08     |
| 3     | Sergei Smirnow    | Sowjetunion    | 19,86     |
| 4     | Sergei Nikolajew  | Sowjetunion    | 19,67     |
| 5     | Dragan Perić      | Jugoslawien    | 19,51     |
| 6     | Karsten Stolz     | BR Deutschland | 19,39     |
| 7     | Pétur Guðmundsson | Island         | 19,25     |
| 8     | Bernd Kneißler    | BR Deutschland | 19,07     |
| 9     | Paul Edwards      | Großbritannien | 18,66     |

### Gruppe B
| Platz | Name               | Nation         | Weite (m)                                    |
| ----- | ------------------ | -------------- | -------------------------------------------- |
| 1     | Ulf Timmermann     | DDR            | 20,42                                        |
| 2     | Georg Andersen     | Norwegen       | 20,38                                        |
| 3     | Udo Beyer          | DDR            | 20,09                                        |
| 4     | Kalman Konya       | BR Deutschland | 19,64                                        |
| 5     | Klaus Bodenmüller  | Österreich     | 19,25                                        |
| 6     | Helmut Krieger     | Polen          | 19,20 eigentlich für das Finale qualifiziert |
| 7     | Jovan Lazarević    | Jugoslawien    | 19,18                                        |
| 8     | Gheorghe Gușet     | Rumänien       | 18,87                                        |
| 9     | Jan Sagedal        | Norwegen       | 18,73                                        |
| DOP   | Wjatscheslaw Lycho | Sowjetunion    | 19,88 für das Finale zugelassen              |

## Finale

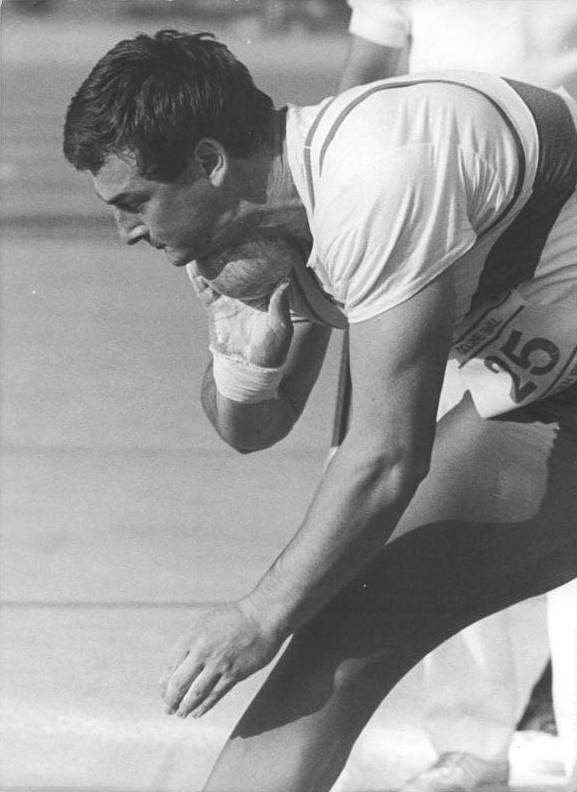
Ulf Timmermann, der Olympiasieger von 1988, Vizeeuropameister von 1986 und Europarekordinhaber, wurde nun auch Europameister

29. August 1990
| Platz | Name               | Nation         | Weite (m)                                        |
| ----- | ------------------ | -------------- | ------------------------------------------------ |
| 1     | Ulf Timmermann     | DDR            | 21,31                                            |
| 2     | Oliver-Sven Buder  | DDR            | 21,01                                            |
| 3     | Georg Andersen     | Norwegen       | 20,71                                            |
| 4     | Sergei Smirnow     | Sowjetunion    | 20,45                                            |
| 5     | Udo Beyer          | DDR            | 20,21                                            |
| 6     | Lars Arvid Nilsen  | Norwegen       | 20,13                                            |
| 7     | Sergei Nikolajew   | Sowjetunion    | 19,97                                            |
| 8     | Karsten Stolz      | BR Deutschland | 19,95 eigentlich zu 3 weiteren Stößen berechtigt |
| 9     | Kalman Konya       | BR Deutschland | 19,71                                            |
| 10    | Klaus Bodenmüller  | Österreich     | 19,62                                            |
| 11    | Pétur Guðmundsson  | Island         | 19,46                                            |
| 12    | Dragan Perić       | Jugoslawien    | 18,67                                            |
| DOP   | Wjatscheslaw Lycho | Sowjetunion    | 20,81                                            |

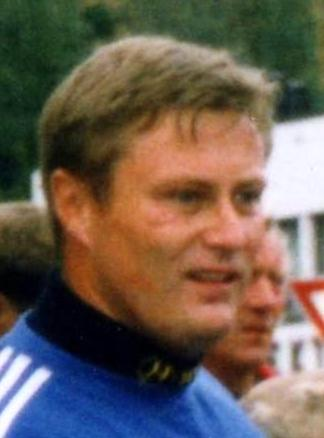
Der EM-Zehnte von 1986 Georg Andersen errang die Bronzemedaille – 1991 wurde er wegen Dopingmissbrauchs für vier Jahre gesperrt
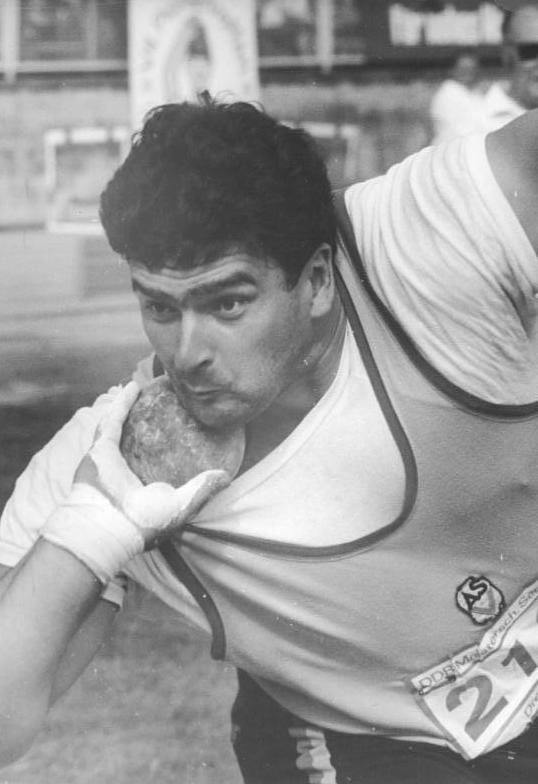
Udo Beyer, zweifacher Europameister (1978/1982), Olympiasieger (1976), Olympiadritter (1980) und EM-Dritter (1986), musste diesmal mit Rang fünf zufrieden sein
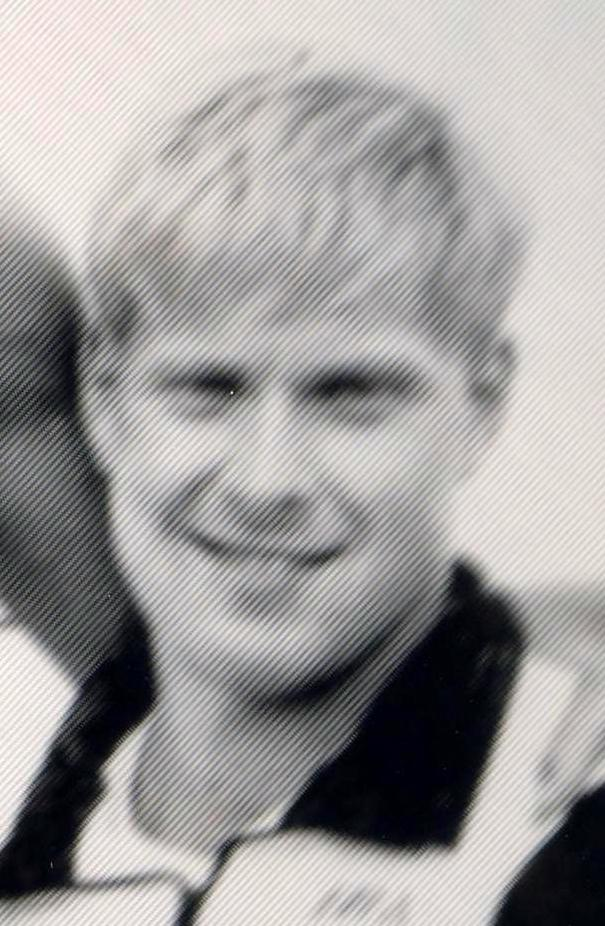
Lars Arvid Nilsen, EM-Fünfter von 1986, kam auf den sechsten Platz

## Videolinks
- Ulf Timmermann - Split 1990 - 21,32, www.youtube.com, abgerufen am 23. Dezember 2022
- Oliver-Sven Buder - Split 1990 - 21,01, www.youtube.com, abgerufen am 23. Dezember 2022
- Georg Andersen - Split 1990, www.youtube.com, abgerufen am 23. Dezember 2022
- Sergey Smirnov - Split 1990 - 20,08, www.youtube.com, abgerufen am 23. Dezember 2022
- Udo Beyer - Split 1990 - 20,07, www.youtube.com, abgerufen am 23. Dezember 2022